# Krnsko
Krnsko – gmina w Czechach, w powiecie Mladá Boleslav, w kraju środkowoczeskim. Według danych z dnia 1 stycznia 2013 liczyła 536 mieszkańców.
W miejscowości jest przystanek kolejowy Krnsko.